# Moorpark
Moorpark je město v okrese Ventura County ve státě Kalifornie ve Spojených státech amerických.
K roku 2010 zde žilo 34 421 obyvatel. S celkovou rozlohou 33,149 km² byla hustota zalidnění 1000 obyvatel na km².